# 细枝冬青
细枝冬青（学名：Ilex tsangii）是冬青科冬青属的植物，为中国的特有植物。分布于中国大陆的广东等地，生长于海拔580米至1,800米的地区，常生于山地丛林中，目前已由人工引种栽培。

## 变种
- 瑶山细枝冬青 Ilex tsangii Hemsl. var. guangxiensis T. R. Dudley